# Черно-бял филм

## Възникване
Първите черно-бели филми се появяват в края на 19 век. За рождена дата на първия филм се счита 14 октомври 1888. Филмът е „Roundhay Garden Scene“. Заснет е от Луи ле Принс (Louise Le Prince) в Раундхай, Лийсд, Западен Йоркшир, Англия. Лентата е дълга около 2 секунди и в нея „актьорите“ се разхождат в кръг и се смеят един на друг. Този филм е смятан за първия образец на движещо се изображение.

## Развитие на черно-бялото кино
Черно-белите филми, бележат началото на киното като развитие, и по същество революция, представяйки движещи се картини в нюанси на сивото. От създаването на първия черно-бял филм, до появата на цветните филми в началото на 30-те години на 20 век.
Първият филм с някаква сюжетна линия е „The Great Train Robbery“ от 1903 г. на американеца Едвин Портър. Той трае 12 минути. Първият пълнометражен филм е австралийски „Историята на Кели Ганг“ („The Story of the Kelly Gang“). Дълъг е 60 минути и е заснет 1906 г.